# ايلينا دزاماشفيلى
ايلينا دزاماشفيلى (16 فبراير 1942 - 21 يوليو 2020) : عازفة البيانو الكلاسيكية الجورجية، وأستاذة البيانو وموسيقى الحجرة التي طورت حياتها المهنية في بلدين.

## مولدها ونشأتها
- ولدت إيلينا دزاماشفيلي في 16 فبراير 1942 في تبليسي، في عائلة المؤرخ فاختانغ دزاماشفيلي ولأم عازفة بيانو، حيث عملت والدتها نينو دزاماشفيلي في راديو الدولة كعازفة بيانو للمغنيين. وكانت والدتها تعمل إلى جانب مشاهير الموسيقيين في تبليسي العاصمة، وكان لهذه الحقيقة تأثير حاسم على إيلينا حيث بدأت في عزف البيانو حينما كانت في الثالثة من عمرها واكتشاف شغفها لآلة البيانو، كما ذكرت في مقابلة مع جريدة الأهرام الأسبوعية المصرية.
- وقد ذكرت في إحدى المقابلات انها عندما كانت طفلة كانت تستمع إلى الراديو ثم تنقل أغانيها المفضلة إلى البيانو بغض النظر عن مدى صعوبة اللحن.[1]

## دراستها وبداياتها المهنية في جورجيا
- التحقت إيلينا بالمدرسة الموسيقية الابتدائية الثانية حيث درست في فصل لوسيا ايسايان، وبدأت التعلم علي آلة البيانو ولم تأخذ وقت طويل في التعلم، وعزفت كونشيرتو مندلسون للبيانو مع أوركسترا تبليسي السيمفوني حينما كانت في الصف الخامس، ومنذ ذلك الوقت كانت تعزف مع الأوركسترا الجورجي كل عام وبعد الانتهاء من دراستها بالمدرسة الابتدائية واصلت دراستها في الكلية الموسيقية الثانية.
- في عام 1961 دخلت ايلينا كونسرفتوار ولاية تبليسي حيث كان الموسيقيان المشهوران تاتيانا جولدفارب وتينجيز اميريجيبي معلميها.
- قامت البيانيست تاتيانا جولدفارب في كونسيرفتوار تبليسي بإعدادها للمشاركة في العديد من المسابقات الدولية منها مسابقة شوبان الدولية للبيانو، وقد تم وصولها الي التصفية النهائية ولكن لم تشارك فيها لأسباب صحية.
- في سن الرابعة عشرة، قدمت ألينا أول عرض منفرد لها في الكونسرفتوار [2] حيث عملت لاحقًا، وبعد انهاء دراستها أصبحت أستاذ في كونسرفتوار تبليسي بجورجيا.
- من عام 1971 إلى عام 1990 عملت كمصاحبة وأصبحت مؤسسًا لفئة الفرقة الصوتية وكانت تؤدي بشكل منتظم مع الأوركسترا السيمفوني.

### أعمالها وانجازاتها ببداياتها ببلدها
- من عام 1978 إلى عام 1991 عملت ايلينا في شركة راديو وتلفزيون جورجيا حيث سجلت أكثر من 600 تسجيل ويقام اذاعته الي الآن.[3]
- في حوالى عام 1990 قامت ايلينا بالعزف على البيانو مصاحبة مع عازفة الكمان الشهيرة رودام جانديري ببرنامج موسيقى في التليفزيون الجورجى.[4]
- في 23 يوليو 1990 بمرسوم من الحكومة مُنحت إيلينا دزاماشفيلي لقب الفنانة الجورجية المكرمة.[5]

## حياتها في مصر
- في سبتمبر 1991 بدعوة من كونسرفتوار القاهرة ونتيجة لتنمية التعاون بين المعهد الموسيقى المصري والجورجي غادرت ايلينا دزاماشفيلى إلى مصر بمحافظة القاهرة وهناك شاركت في العديد من الأنشطة الإبداعية حتى نهاية حياتها.
- عملت كعازفة بيانو في المعهد العالي للموسيقى القومية "الكونسرفتوار" بالقاهرة حيث قامت بتدريس البيانو وموسيقى الحجرة لطلاب أقسام الصوت والبيانو والأوتار.
- وفي كل عام كانت تقوم ايلينا بعمل حفلات موسيقية منفردة، فقد قامت بالعديد من الحفلات الفردية مع أوركسترا القاهرة السيمفوني والمصاحبات بدارالأوبرا المصرية وأشهر المسارح والمراكز الثقافية التابعة للقنصليات فضلاً عن العزف مع الموسيقين المحليين والمدعويين، فقد قامت بتكوين دويتو مع عميد معهد الموسيقى عازف الكمان الشهير حسن شرارة[6]،
- في 20 أكتوبر 2009 قدمت عزفاً ثلاثياً بالجامعة الأمريكية بالقاهرة مع الاخوات يحيى «رانيا يحيى ورشا يحيى» اللواتي برزن في مصر وخارجها.[7]
- عزفت بانتظام على البيانو الرباعي مع عازفي البيانو المصريين ايمان سامى، دينا الليثي وايمان امين، ففي 12 ابريل 2014 اقاموا حفل رباعي بدار الاوبرا المصرية بالقاهرة [8]
- احتل فريدريك شوبان مكانة خاصة في وجدان ايلينا منذ سنواتها الاولي حيث رأت ان موسيقاه تمثل جميع مشاعر الحياة الإنسانية وعزفت جميع أعماله طوال حياتها الفنية، ونظمت فعاليات مخصصة للذكرى المئوية الثانية لميلاد الملحن في عام 2010[9]، وقد حصلت على شهادة تقدير في مسابقة شوبان الدولية للبيانو من جمعية الشباب الموسيقى المصري عام 2015[10]
- وبينما كانت ايلينا بعيدة عن وطنها الأم رتبت العديد من الحفلات الموسيقية الكلاسيكية التي شارك فيها الملحنون الجورجيون والمصريون مما ساهم في تعزيز الروابط الثقافية بين البلدين [11]، وقد قامت بالعديد من الحفلات في الولايات المتحدة الامريكية ودول أوروبا.
- إلى جانب ذلك عملت ايلينا دزاماشفيلى أيضاً أستاذ لآلة البيانو بالقسم الموسيقي في الجامعة الامريكية بالقاهرة، وفي مركز تنمية المواهب (TDC) الذي تم إنشاؤه في دار الاوبرا المصرية قامت بإعداد وتعليم العديد من الموسيقين البارزين من بينهم محمد شمس ووائل فاروق الذين حظوا بشهرة عالمية فيما بعد.
- كما عملت ايلينا مع أوركسترا القاهرة السيمفوني وأوركسترا الأوبرا السيمفوني، وقدمت عددا هائلا من الحفلات، وتتلمذ على يديها عشرات الطلاب من بينهم من حصلوا على جوائز دولية، فبعداربع سنوات كان طالباها في مركز تنمية المواهب (TDC) محمود جادو 14 سنة (12- 15) وعبد الرحمن بهى الدين 19سنة (فوق 18) بين ثلاثة فائزين في مسابقة شوبان الدولية للبيانو[12]، وقد أشاد عبد الرحمن بهى الدين أحد طلاب ايلينا الذين حصلوا على المركز الأول بالمسابقة من خلال قوله في مقابلة: «أنا أقدر كثيراً تألقها وتفانيها ونزاهتها خارج تدريس البيانو»[13]
- وقد حصلت على شهادة تقدير من مركز تنمية المواهب بدار الاوبرا المصرية عام 2017.[14]
- كانت تشارك بالتعاون الوثيق مع دار الاوبرا بالإسكندرية في العديد من الفعاليات الموسيقية المماثلة للحفل الموسيقي الذي أقيم في عام 2017 عندما احتفلت أوركسترا سلسلة الاوبرا بعيدها الرابع عشر[15]، وقد شاركت بحفل بمسرح سيد درويش بالإسكندرية كونشرتو مع الأوركسترا في 23 سبتمبر 2017.

## إنجازاتها الأخرى
- وفي عام 2017 قامت باستضافتها إذاعة الراديو ببلدها جورجيا للتكلم عن سيرتها الذاتية وانشطتها الموسيقية.[16]
- تم إجراء لقاء صحفي لها ونشر بالموقع الإلكتروني لمجلة النادي الروسي (RCMAGAZINE)[17]
- في عام 2016 حصلت على شهادة تقدير من المركز الثقافي الروسي بمصر التابع للقنصلية الروسية[18]

## وفاتها
- وفي القاهرة رحلت عن عالمنا عازفة البيانو الجورجية ايلينا دزاماشفيلي في 21 يوليو 2020 عن عمر يناهز 78 عام بعد مشوار مهني طويل قضت منه أكثر من 60 عاماً في خدمة المشهد الموسيقي المصري وآلة البيانو[19][20]
- دفنت في مقبرة الروم الأرثوذكس بمنطقة مار جرجس التاريخية بجانب كنيسة مار جرجس (مصر القديمة).

### بعض مما كتب في وفاتها وذكراها عالمياً وعربياً
1. مجلة اتحاد المبدعين لملحني جورجيا في بلدها الام.[21]
2. موقع ار تي اونلاين[22]
3. موقع الوطن نيوز[23]
4. موقع ماسبيرو[24]
5. صحيفة نبض[25]
6. موقع السفير العربى[26]